# 不空
不空金刚（羅馬化：Amoghavajra，705年—774年），音译阿目佉跋折羅，或Amogha阿謨伽，阿目佉，意義為功德不空之義。佛教譯經師，唐密祖師之一，力於金剛頂瑜伽部及雜密中金剛大道場經的一字佛頂法，和文殊咒藏的閻曼德迦法、金翅鳥法、摩利支法等，撰有《總釋陀羅尼義讚》等著作。

## 遇金刚智
不空是南天竺师子国人，自幼聪颖，十四岁时（718年，开元六年），在闍婆国依止金刚智。720年（开元八年）左右，随金刚智到洛阳。724年（开元十二年），于广福寺依說一切有部律仪受具足戒。由于才华出众，通晓多种语言，金刚智出经时，常请不空作译语。
不空欲得瑜伽五部三密法，但金刚智三年未允，于是准备远赴天竺求法，金刚智观察梦兆，知是真法器，於是将五部灌顶、护摩阿闍黎教法、大日经悉地仪轨、诸佛顶部诸多真言仪轨等，悉数教授不空。

## 赴狮子国
741年（开元二十九年），玄宗准许金刚智返回天竺，8月行至洛阳时金刚智圆寂。12月，不空率弟子含光、惠辩等三十七人从广州出发，过诃陵国，历经艰险，次年到达狮子国，受到国王隆重欢迎，国王甚至亲自为不空沐浴。而后不空拜见普贤阿闍黎，恭敬供养，求十八会金刚顶瑜伽法门毗卢遮那大悲胎藏，普贤遂给不空及含光、惠辩授五部灌顶，此外还传授了其他一些密法。不空非常勤奋，「经余三岁，寝食无安」，将各种仪轨、造像、坛法，都学得很精通。通过到天竺各地游历，搜集了许多经论梵本。

## 大唐传译
746年（天宝五年），攜狮子国王国书及各种法宝，回到大唐首都长安，奉敕暂住鸿胪寺。不久入宫为玄宗灌顶。后移居净影寺进行翻译、传法。因祈雨止风有神效，玄宗赠号「智藏」。
749年（天宝八年），玄宗允其回国，但途中不空染疾，止于韶州，玄宗敕令且住，不空「卷不释手，扶疾翻译」。
753年（天宝十二年），因西平王哥舒翰奏请，赴长安居保寿寺，一个多月后前往武威城住开元寺灌顶传法。
755年（天宝十四年），爆发安史之乱。第二年长安陷落，玄宗逃往四川，肃宗在灵武登基。
757年（至德二年），肃宗还都，不空奏表祝贺。住錫大兴善寺。
758年（至德三年，乾元元年），上表奏请搜求梵本，以备翻译，獲许。
765年（永泰元年），代宗授特进试鸿胪卿，号大广智三藏。
766年（永泰二年），不空奏请于五台山建金阁寺，代宗敕准。
774年（大历九年）六月十五日，圆寂，遗言「无殉利以辱身，勿为名而丧道」，世寿七十，僧腊五十。代宗辍朝三日，追赠司空，諡大辨正。

## 翻譯經典
以下為不空三藏在肅宗、代宗時所譯出諸經共一百四十二卷，出自《貞元新定釋教目錄》。另據開元錄等，不空（智藏）亦於其師金剛智在開元年間出經時，充當譯語。
若據《諸阿闍梨真言密教部類總錄》，不空還譯出蕤呬耶經（秘密總持，Sarva-maṇḍala-sāmānya-vidhi-guhya-tantra）、金剛頂瑜伽略述三十七尊心要、入法界品字輪瑜伽儀軌、施諸餓鬼飲食及水法、北方毘沙門天王隨軍護法真言、大佛頂真言等。在大藏經中，尚收有藥師如來念誦儀軌等，題為不空譯。
〔經藏〕
- 稻𦼮喻經（另有稻稈經等同本異譯）
- 大虛空藏菩薩所問經（是大集經虛空藏菩薩品同本異譯）
- 仁王護國般若波羅蜜多經（是仁王般若波羅蜜經的改譯）
- 密嚴經（另有地婆訶羅譯本）
- 大聖文殊師利菩薩佛剎功德莊嚴經
- 佛為優填王說王法政論經
- 大方廣如來藏經（另有佛陀跋陀羅譯本）

〔密教部經藏，含密續〕
- 金剛頂瑜伽真實大教王經
- 一字奇特佛頂經
- 菩提場所說一字頂輪王經
- 七俱胝佛母陀羅尼經
- 大孔雀明王經（大孔雀呪王經等是同本異譯）
- 花嚴入法界四十二字觀門
- 金剛頂瑜伽般若理趣經
- 出生無邊門陀羅尼經（無量門微密持經等是同本異譯）
- 一切如來心秘密全身舍利寶篋印陀羅尼經
- 雨寶陀羅尼經（持世陀羅尼經等是同本異譯）
- 大寶廣博樓閣經
- 金剛壽命陀羅尼經
- 金剛頂瑜伽念珠經
- 木槵經（佚失）[1]

- 大雲請雨經
- 除一切疾病陀羅尼經
- 能淨一切眼陀羅尼經
- 菩提場莊嚴經
- 大方廣曼殊室利經觀自在菩薩授記品
- 十一面觀自在菩薩經
- 阿唎多羅阿魯力經
- 葉衣觀自在菩薩陀羅尼經
- 金剛恐怖集會方廣軌儀觀自在菩薩三世最勝心明王經
- 壹髻尊陀羅尼經
- 觀自在菩薩說普賢陀羅尼經
- 金剛頂瑜伽文殊師利菩薩經
- 金剛頂超勝三界經說文殊五字真言勝相
- 普遍光明大隨求（英语：Mahāpratisarā）陀羅尼經
- 八大菩薩曼茶羅經
- 金剛手光明灌頂經
- 聖迦抳忿怒金剛童子菩薩成就儀軌經
- 毘沙門天王經
- 文殊師利菩薩及諸仙所說吉凶時日善惡宿曜經
- 摩利支天經
- 末利支提婆花鬘經
- 大吉祥天女十二契一百八名無垢大乘經
- 吉祥天女十二名號經
- 訶利帝母經
- 蘘麌利童女經
- 文殊師利菩薩根本大教王金翅鳥王品
- 施焰口餓鬼陀羅尼經，又名救拔焰口餓鬼陀羅尼經
- 瑜伽金剛頂經釋字母（英语：Aksara）品
- 文殊問字母品經
- 佛說大如意寶珠輪牛王守護神咒經

〔論藏，含義疏 〕
- 大乘緣生論，欝楞迦造（另有達磨笈多譯本）
- 金剛頂瑜伽中發阿耨多羅三藐三菩提心論，龍樹造
- 金剛頂瑜伽三十七尊分別聖位法門
- 般若理趣釋
- 大曼荼羅十七尊釋，又名理趣經十七尊義述
- 仁王般若陀羅尼釋

〔行法〕
- 大日經略攝念誦隨行法
- 大毘盧遮那成佛神變加持經略示七支念誦隨行法
- 金剛頂蓮華部心念誦法
- 瑜伽蓮華部念誦法
- 無量壽如來念誦儀軌
- 金剛頂經觀自在王如來修法
- 阿閦如來念誦法
- 金輪王佛頂輪念誦法
- 一字頂輪王瑜伽觀行儀軌
- 一字佛頂輪王念誦儀軌
- 金剛頂經一字頂輪王成佛儀軌
- 佛頂尊勝念誦法
- 大孔雀明王畫像壇場儀軌
- 成就妙法蓮華經王瑜伽觀智儀軌
- 修習般若波羅蜜菩薩觀行念誦儀軌
- 仁王般若念誦法
- 仁王念誦儀軌
- 金剛壽命念誦法
- 聖觀自在菩薩心真言觀行儀軌
- 成就大悲觀自在蓮華部瑜伽念誦法門
- 金剛頂瑜伽千手千眼觀自在念誦法
- 如意輪念誦法
- 觀自在菩薩如意輪瑜伽
- 不空羂索毘盧遮那佛灌頂光真言
- 觀自在多羅瑜伽誦念法
- 金剛頂降三世大儀軌
- 金剛頂勝初瑜伽普賢菩薩念誦法
- 金剛頂瑜伽他化自在天理趣會普賢修行念誦儀軌
- 金剛頂經瑜伽文殊師利菩薩儀軌供養法
- 曼殊室唎童子菩薩五字瑜伽法
- 五字陀羅尼頌
- 大虛空藏菩薩念誦法
- 普賢金剛薩埵念誦法
- 金剛頂勝初瑜伽經中略出大樂金剛薩埵念誦儀軌
- 大樂金剛薩埵修行成就儀軌
- 金剛頂瑜伽金剛薩埵五祕密修行念誦儀軌
- 金剛王菩薩祕密念誦法
- 底哩三昧耶不動尊聖者念誦祕密法
- 金剛頂瑜伽降三世成就極深密門
- 甘露軍吒利瑜伽念誦法
- 聖閻曼德迦威怒王立成大神驗念誦法
- 大威怒烏蒭澁摩成就儀軌
- 速疾立驗摩醯首羅天說迦婁羅阿尾奢法
- 大藥叉女歡喜母并愛子成就法
- 大聖天歡喜雙身毘那夜迦
- 焰羅王供行法次第
- 祕密要術法

〔其他〕
- 普賢行願讚（出華嚴經入法界品）
- 文殊讚法身禮（出入諸佛境界智光明莊嚴經）
- 地藏菩薩問法身讚（出大集經）
- 受菩提心戒儀
- 金剛頂瑜伽護摩儀
- 金剛頂瑜伽三十七尊禮
- 三十五佛名禮懺文（出大寶積經優波離會）
- 都部陀羅尼目
- 金剛頂瑜伽十八會指歸

## 法嗣
- 含光
- 惠銎
- 崇福寺惠朗，承灌頂位
- 金閣寺含光
- 新羅惠超
- 青龍寺惠果
- 保壽寺元皎
- 覺超

## 引用书籍
- 《中国佛教百科全书·教义卷／人物卷》，作者：业露华、董群，2000年，上海古籍出版社，ISBN 7-5325-2865-0
- 《宋高僧传》，作者：[宋]赞宁，1987年，中华书局，ISBN 7-101-00267-6

## 外部連結
- 赵迁，《大唐故大德赠司空大辨正广智不空三藏行状》
- 赞宁，《宋高僧传·唐京兆大兴善寺不空传》
- 圆照，《贞元新定释教目录》（卷15）中的不空传记
- 代宗朝赠司空大辨正广智三藏和上表制集

1. ↑  高麗國新雕大藏校正別錄：「此凾國宋本中有佛說木槵經，不空譯者。今撿與前竟凾木槵子經失譯人名今附東晉錄者，始終無異。詳其文體即是漢晉之譯。其在竟凾者然矣。按續開元釋教錄有佛說木槵經不空譯者，則今此孰凾理必有之。此應宋藏失真不空譯本，而得竟凾中經無譯人号者，錯認為此不空之譯耳。故今除却此凾中者。後賢若見佛說木槵經，與彼竟凾之經異者，請須編此孰凾中焉。」